# Длиномер

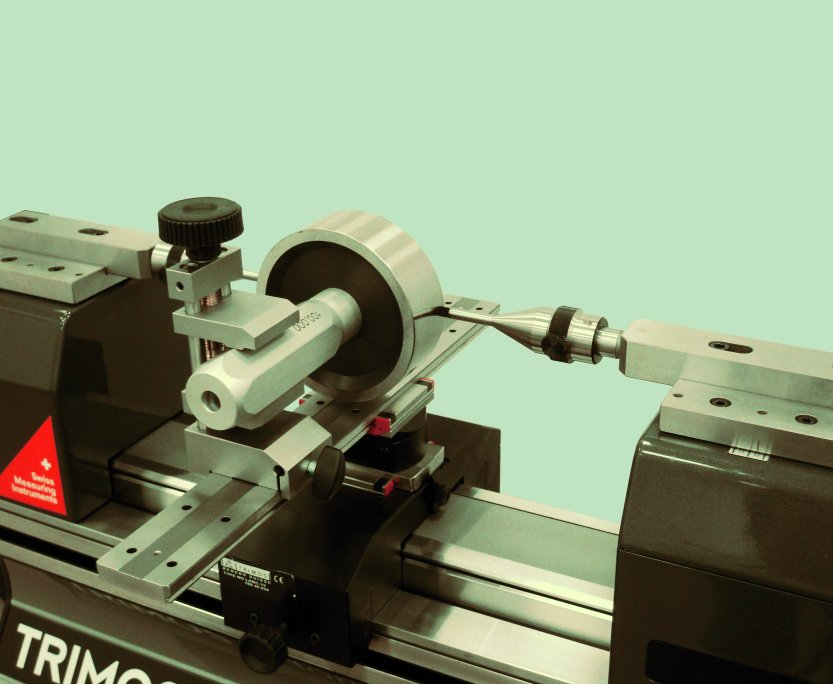
Длиномер

Горизонтальный длиномер — устройство для измерения линейных размеров различных объектов.
По мере развития науки и техники требования к точностным характеристикам измерительной техники ужесточались. Первые высокоточные длиномеры были сконструированы по принципу Аббе (совмещение оси измерения со шкалой отсчёта). Современные технологии позволяют пренебречь принципом Аббе и использовать электронные компоненты для компенсации всевозможных ошибок измерения. Основное назначение горизонтальных длиномеров сейчас — это контроль качества базы калибров и инструментов предприятий, что важно в связи с ужесточением требований к качеству выпускаемой продукции. В лабораториях длиномеры используются как универсальное поверочное оборудование, которым можно проводить поверки и калибровку всех типов ручного измерительного инструмента.
Диапазон измерений длиномеров очень широк в зависимости от модели и производителя.